# Trainz
Trainz (полное название Trainz Railroad Simulator, в Великобритании — Trainz Railway Simulator) — трёхмерная видеоигра, созданная австралийской игровой студией Auran. Игровым сообществом игра была принята довольно хорошо. После выпуска, Trainz получил среднюю оценку в 7.6 на Gamespot и среднюю оценку в 6.8 на IGN. Переводом игры в России занимается компания Акелла.

## Сюжет
Как таковой сюжет в игре отсутствует (кроме режима Сценарии).

### Геймплей
Игра разделена на 4 части, непосредственное участие игрок принимает в трёх из них:
- Топограф или Редактор (англ. Surveyor) позволяет игроку создавать свои собственные карты. Доступен полный контроль над созданием: прокладка железнодорожных путей, размещение объектов на карте и растительности, добавление подвижного состава и создание сценариев. Созданные маршруты доступны в режиме Машинист.
- Машинист (англ. Driver) открывает доступ как к картам, ранее созданным самим игроком, так и к поставляющимся сразу с игрой. Именно в этой части собственно и происходит игра: пользователь управляет заранее расстановленными пассажирскими поездами, грузовыми составами, отдельными локомотивами. На карте, в зависимости от её проработанности и трудности, могут быть расположены системы поездной сигнализации, другие составы (управляемые при помощи скриптов), переезды и многие другие объекты железных дорог.
- Депо (англ. Railyard) показывает список доступных вагонов и локомотивов, отображая краткую информацию о них.
- Сценарии (англ. Scenarios) позволяют игроку почувствовать себя в «шкуре» машиниста практически в полной мере. Именно для сценариев пишется огромное количество скриптов, управляющих поездами и поездной сигнализацией, тщательно прорабатывается расписание для игрока и, как правило, создается более проработанная окружающая среда.

### Дополнительные инструменты
Content Manager — специальная программа, управляющая базой всех объектов, используемых в игре (именуются «ассетами»). Также позволяет загрузить их с DLS (Download station — «Станции загрузки») компании Auran. Доступны для просмотра полная информация об ассете (категория, размер, автор, значки состояния), возможность копировать и изменять уже имеющиеся ассеты. Текущая версия программы (входящей в состав Trainz 12) — 3.7. Также позволяет устанавливать созданные сообществом расширения к игре, а также создавать расширения. Пример таких расширений Российские карты с составами ОАО РЖД.
Content Creator Plus (CCP) — встроенная программа, предназначенная для создания новых и редактирования существующих файлов конфигураций (config.txt) дополнений. Запускается через Content Manager при выборе соответствующего способа редактирования ассета, либо при нажатии клавиш Ctrl-N (для создания нового файла конфигурации).

## Версии

### Trainz
Trainz 1.0 (Community Edition) была выпущена в декабре 2001 г.
В течение 2002 г. для Trainz 1.0 было выпущено четыре пакета обновлений (сервиспака), последний — для не-английских версий. Последней «оригинальной» версией является Trainz 1.3.

### Ultimate Trainz Collection
Ultimate Trainz Collection (UTC, Trainz 1.5) была выпущена в ноябре 2002. В этой версии была добавлена программа для перекраски объектов (англ. PaintShed) и поддержка контроллера RailDriver.

### Trainz Railroad Simulator 2004
Trainz Railroad Simulator (TRS 2004, Trainz 2.0) выпущена в сентябре 2003.
Для TRS 2004 выпущено четыре пакета обновлений (сервис-пака) в 2004 и 2005 году. Появилась возможность наполнять грузовые составы разными видами груза и перевозки их от одних предприятий к другим. Также стало возможным перевозить пассажиров от станции к станции. По этим причинам контент, поставляемый с игрой, был значительно расширен (добавлено несколько видов предприятий и грузовых вагонов). Ещё одним новшеством явилась полноценная поддержка паровозов с имитацией реального управления (бросания угля в топку, расхода топлива и воды, возможности заправки на экипировочных станциях, необходимости поддержания давления в котле, срабатывания предохранительных клапанов и т.д). В режиме «Машинист» стало возможно «выйти из поезда» и свободно перемещаться по местности, наблюдать со стороны за проходящими поездами. Для каждой карты теперь можно создать несколько сессий со своим расположением поездов и со своими сценариями.

### Trainz Railroad Simulator 2006/2007
- Trainz Railroad Simulator 2006 (TRS 2006, Trainz 2.5) выпущена в сентябре 2005 года. В Германии она издана компанией Bluesky-Interactive под названием «ProTrain Perfect» вместо TRS2006. Для TRS2006 выпущен один пакет обновлений.
- Trainz Railroad Simulator 2007 (Trainz 2007) выпущен во Франции, Бельгии, Швейцарии и Канаде в виде двух версий: Standard, состоящей из Trainz 2006 со включенным в состав пакетом обновлений SP1, и Gold, дополнительно содержащей французские региональные элементы. Однако уже есть и версия Trainz 2007 c немецкими региональными элементами вместо французских для Германии, Австрии и Швейцарии.[6][7][8]

### Trainz Simulator 2009
Trainz Simulator 2009. 27 ноября 2008 года выпущена в продажу через интернет версия Trainz Simulator 2009: World builder edition, DVD копии игры появились в магазинах через несколько недель, в декабре 2008. Вторая версия, Trainz Simulator 2009: Engineers Edition планировалась на второй квартал 2009 года..

### Trainz Simulator 2010: Engineers Edition
Планировалось ранее Trainz Simulator 2010: World Builders Edition, но она была выпущена в качестве «Trainz Simulator 2010: Engineers Edition» 23 ноября 2009 года в качестве свободного цифрового скачивания зарегистрированным пользователям Auran Trainz 2006, Trainz Simulator 2009: World Builder Edition или Trainz Classics, а с первой половины декабря 2009 года к рождественскому сезону в розничной коробке версии исключительно через интернет-магазин Auran. Первичным дополнением к этому изданию является использование системы SpeedTree, которая добавила в Trainz трёхмерные деревья и графические улучшения для встроенных в содержании, и улучшена производительность для пользовательских и встроенного содержания. Также в игре появилась возможность добавлять более детальные модели без сильной потери производительности и более четкие текстуры. В России переводом игры занимается компания «Акелла». Русская версия содержит расширенный набор руководств на русском языке. Помимо этого, пользователям русской версии доступны несколько уникальных маршрутов, созданных фанатами серии. В частности, игроки могут насладиться красотами Абхазии и маршрутом «Фантазия» (в дневном и ночном исполнении).

### Trainz Simulator 12
- Trainz Simulator 12 (2012) — вышла 12 апреля 2011 года. На данный момент актуальной версией Trainz 12 является версия 3.7.
- В России игра вышла 30 мая 2012 года.
- В состав встроенных дополнений игры входит отечественный подвижной состав: тепловозы ЧМЭ3, М62, ТЭ10, 2ТЭ116; электровозы ВЛ10, ВЛ60, ВЛ80, ЧС4, ЧС7, ЧС8; электропоезда ЭР9; дизель-поезд ДР1А; грузовые и пассажирские вагоны, служебная техника.

Несмотря на всё, Trainz называют устаревающей игрой из-за старого движка и средней графики. Старый движок не дает раскрыть потенциал игры и её реалистичность. В TS12 был существенно улучшен механизм проверки сторонних дополнений на соответствие новым стандартам игры, введённых в Trainz Simulator 2009, в результате значительное число дополнений требуют внесения исправлений для работоспособности в TS12.

### Trainz Simulator 12 для Android
- Trainz Simulator 12 (2012) — вышла для Android устройств 23 июля 2011 года.
- Последнее обновление игра получила 6 мая 2013 года в Google Play.
- 11 декабря 2024 издатель закрыл сервера игры. Игру более невозможно установить.

### Trainz Simulator: A New Era (T:ANE)
Trainz: A New Era Следующая игра на ПК и Mac OS после Trainz Simulator 12, Вышла 15 мая 2015 года. В ноябре 2013 года прошла кампания на Kickstarter с целью помочь финансировать разработку игры на новом современном движке, которая достигла целевого уровня финансирования уже через месяц.
Игра использует новый игровой движок E2, благодаря которому теперь игра приобрела много возможностей, таких как улучшенная графика, динамические тени, большая дальность прорисовки, возможность прогружать большие игровые карты, осталась возможность игры в мультиплеер. Сама игра теперь использует Directx 11 и 64-битную архитектуру что делает невозможным её запуск на видеокартах не поддерживающих Directx 11 и 32 битных ОС. Однако скорость работы игры на современных системах возросла во много раз в отличие от Trainz 12, что делает её игрой нового поколения.

### Trainz Simulator 2019
- Предварительный заказ — 23 августа 2018
- Официальная игра — 21 декабря 2018

Сильно обновлённый движок игры возносит уровень графики на новый уровень. NVIDIA Turf Effects даёт возможность строителям маршрутов быстро расположить на земле различные элементы растительности. Путевой профайлер отображает всю необходимую информацию.

## Оценки
| Сводный рейтинг | Сводный рейтинг |
| Агрегатор       | Оценка          |
| --------------- | --------------- |
| GameRankings    | 78,11 %         |

| Сводный рейтинг | Сводный рейтинг |
| Агрегатор       | Оценка          |
| --------------- | --------------- |
| GameRankings    | 72,33 %         |